# Max Brigante
Max Brigante, pseudonimo di Massimo Riva (Milano, 11 dicembre 1975), è un disc jockey e conduttore radiofonico italiano.

## Biografia
Inizia a diventare DJ e speaker radiofonico nel 1996 anche per Radio Lupo Solitario. Nel 2001 partecipa alla fondazione del marchio Fivestars. Il 2005 si può definire il suo anno: ottiene un programma su Radio 105 chiamato "105 Stars" che andava in onda ogni venerdì dalle 21:00 alle 22:00 ed il sabato dalle 22:00 alle 23:00. Inoltre è stato in onda dal lunedì al giovedì dalle 19:00 alle 21:00 sempre su "Radio 105" con "105 non stop" insieme a Ylenia Baccaro e Leone Di Lernia. Attualmente conduce quotidianamente il programma 105 Mi Casa dalle 20.00 alle 21.00. Direttore artistico di Rock TV e Hip Hop TV, su quest'ultima conduce il programma "Mi casa", intitolato come il suo album, dove manda in onda dei video della scena rap\hip-hop e ospita celebri artisti. È il manager di Elisa, Elodie, Ultimo e Max Pezzali.

## Discografia

### Album in studio
- 2005 - Mi Casa

### Singoli
- 2005 - La cintura (feat. La Gran Empresa)
- 2005 - Rootsie & Boopsie (feat. Papa Winnie)
- 2009 - La cintura Remix (feat. Vacca)
- 2009 - In Tha Danza (feat. Vacca)
- 2011 - MAMMALITALIANI (feat. Après La Classe e Two Fingerz)
- 2011 - Allenatichefabene
- 2011 - Allenatichefabene Remix (feat. Danti)
- 2012 - Allenatichefabene Remix (feat. Ensi)
- 2012 - Allenatichefabene Remix (feat. Dargen D'Amico)
- 2016 - Rumba (feat. Didy) [2]
- 2018 - “Rapido y Liento” (feat. Didy)

### Videoclip
- 2005 - La cintura (feat. La Gran Empresa)
- 2005 - Rootsie & Boopsie (feat. Papa Winnie)
- 2012 - Allenatichefabene (feat. Danti, Ensi e Dargen D'Amico)

### Mixtape
- 2011 - Summertilt (mixtape in free download su Facebook)
- 2011 - MAME: 10 of 10 (The Best of October) (mixtape in free download sul suo sito web)
- 2011 - MAME: 10 of 11 (The Best of November) (mixtape in free download sul suo sito web)
- 2012 - The Winner Is - Best of 2011 (Hosted by Bassi Maestro) (mixtape in free download sul suo sito web)

### Altro
- 2001 - Bella come (cantante)
- 2010 - Two Fingerz - HEY DJ Remix